# 小行星11305
小行星11305（11305 Ahlqvist）是一颗绕太阳运转的小行星，为主小行星带小行星。该小行星于1993年3月19日发现。

## 轨道参数
小行星11305的轨道半长轴为346 379 920 km，2.3153738 UA，离心率为0.085。